# Angelo Cipolloni
Angelo Cipolloni (Rieti, 16 febbraio 1970) è un ex velocista italiano, medaglia di bronzo con la staffetta 4×100 metri ai mondiali di Göteborg 1995.

## Palmarès
| Anno | Manifestazione          | Sede       | Evento      | Risultato  | Prestazione | Note |
| ---- | ----------------------- | ---------- | ----------- | ---------- | ----------- | ---- |
| 1995 | Mondiali indoor         | Barcellona | 200 metri   | batteria   | 21"92       |      |
| 1995 | Mondiali                | Göteborg   | 4×100 metri | Bronzo     | 39"07       |      |
| 1995 | Universiade             | Fukuoka    | 4×100 metri | Bronzo     | 39"64       |      |
| 1996 | Giochi olimpici         | Atlanta    | 4×100 metri | batteria   | NF          |      |
| 1997 | Mondiali indoor         | Parigi     | 200 metri   | semifinale | 21"87       |      |
| 1997 | Giochi del Mediterraneo | Bari       | 4×100 metri | Oro        | 38"61       |      |

## Campionati nazionali
- 2 volte campione nazionale nei 200 metri piani (1995, 1996)
- 2 volte campione nazionale indoor nei 200 metri piani (1995, 1997)

## Altre competizioni internazionali
1995
- Bronzo in Coppa Europa ( Villeneuve-d'Ascq), 4×100 metri - 39"19

1996
- Argento in Coppa Europa ( Madrid), 4×100 metri - 38"66

1997
- Oro in Coppa Europa ( Monaco di Baviera), 4×100 metri - 38"80